# DB-Baureihe V 29
Die drei Schmalspurdiesellokomotiven der DB-Baureihe V 29 wurden für die Pfälzischen Lokalbahnstrecken Mundenheim–Meckenheim und Neustadt–Speyer von der DB 1952 bei der Lokomotivfabrik Jung beschafft.

## Konstruktion
Die Konstruktion ist ausgefallen: Zwei gleiche Antriebseinheiten sind kurzgekuppelt, auf denen ein gemeinsamer Führerstand aufliegt. Dabei ist die Unterkonstruktion auf dem einen Gestell mit einem Lagerpunkt drehbar gelagert, auf dem anderen Gestell dagegen mit zwei längsverschiebbaren Lagern.
Die Motoren der Bauart A 8 L 614 stammten von Klöckner-Humboldt-Deutz, die Kraftübertragung erfolgte jeweils über ein Voith-Getriebe, ein Wendegetriebe und Ketten auf die beiden Achsen. Dieser Antrieb war dem der Köf II baugleich. Zusätzlich war ein Hilfsdiesel (25 PS) für die Nebenantriebe (drei Generatoren für Lok- und Zugbeleuchtung, einen Kompressor für die Druckluftbremsen und einen Luftsauger für die Saugluftbremse) vorhanden. Diese waren auf einer Antriebseinheit montiert, während die andere Einheit die Batterien und die Hilfsluftbehälter für die Bremsen trug. Die Fahrkurbeln regelten die eingespritzte Kraftstoffmenge über die Einspritzpumpen an beiden Motoren zugleich. Dies verlangte eine genaue Einstellung, damit die Motoren synchron liefen.
Die Lokomotiven hatten keine Heizkessel, sodass in Personenzügen extra ein Heizwagen mit einem mit Dampf gefüllten Behälter mitgeführt werden musste.

## Geschichte
Die Lokomotiven bewährten sich im Betrieb, sodass 1953 durch Wechsel der Kettenräder die Geschwindigkeit auf 42 km/h heraufgesetzt werden konnte. Allerdings gab es im ersten Betriebsjahr Lagerschäden, und die Lokomotiven waren für fast vier Monate im Bahnbetriebswerk Ludwigshafen, um  die zu schwache Konstruktion der Hilfsmaschine zu beseitigen.
Nach der Stilllegung der Ludwigshafener Bahn wurde die V 29 951 zunächst zur Lokalbahn Speyer–Neustadt und nach deren Einstellung 1956 mit der V 29 953 zur Walhallabahn Regensburg–Wörth gebracht. Nach deren Einstellung 1969 wurden V 29 951 und 953 verschrottet.
Die V 29 952 wurde nach Umbau der Zugbremse auf Druckluft und der Kupplung auf Kuppelhaken zur Strecke Nagold–Altensteig umgesetzt. Dort erhielt sie um 1960 an den Ecken von Vorbau und Führerhaus zunächst auf einer Seite, dann beidseitig einen Warnanstrich. 1967 wurde sie an die Mittelbadische Eisenbahnen AG (MEG) verkauft, bei der sie bis 1980 von Schwarzach aus als V 29 01 eingesetzt wurde. Auch dort musste erst einmal die Kupplung angepasst werden. Die Warnstreifen wurden entfernt, stattdessen erhielt die Lok an den Vorbauten einen umlaufenden Zierstreifen. In den 1970er Jahren erhielt sie neue Frontlichter und eine orange Lackierung mit einem hellblauen Zierstreifen, der oberhalb der Frontlichter nun ganz um die Lokomotive lief. Nachdem dort 1980 auch der meterspurige Restbetrieb eingestellt worden war, ging sie 1981 an die Deutsche Gesellschaft für Eisenbahngeschichte (DGEG). Nach Auflösung der DGEG-Schmalspursammlung wurde sie 1997 durch den Deutschen Eisenbahn-Verein übernommen und aufgearbeitet. Seit 2001 ist sie wieder betriebsfähig und in der alten weinroten Lackierung im Einsatz.